# Jan Kobuszewski
Jan Kobuszewski (19 tháng 4 năm 1934 - 28 tháng 9 năm 2019) là nam diễn viên và nghệ sĩ hài người Ba Lan.

## Học vấn
Kobuszewski tốt nghiệp Học viện Nghệ thuật Sân khấu Quốc gia ở Warsaw.

## Sự nghiệp
Ông đã biểu diễn tại nhiều nhà hát như Rozmaitości (1956–1957), Stanisław Ignacy Witkiewicz (1957–1958), Polski (1958-1964 và 1969-1975), Wielki (1964-1969), Nowy ở Łódź (1975-1976); và từ năm 1976 đến khi kết thúc sự nghiệp sân khấu vào năm 2013, ông gắn bó với nhà hát Kwadrat ở Warsaw.
Ông là gương mặt quen thuộc trong các chương trình giải trí trên truyền hình, nổi bật là chương trình truyền hình châm biếm Wielokropek (từ năm 1963) do ông và diễn viên Jan Kociniak đồng phụ trách.
Năm 1964, ông đóng vai chính trong bộ phim truyền hình đầu tiên của Ba Lan Barbara i Jan do Hieronim Przybył và Jerzy Ziarnik đạo diễn. Ông cũng được biết đến với các vai diễn trong loạt phim truyền hình nổi tiếng như Jerzy Gruza (người thợ ống nước) trong phim Wojnie domowej (1966) hay vai Jasio trong phim Czterdziestolatku (1974).
Kobuszewski đã được trao tặng Huân chương Polonia Restituta, và nhiều huy chương danh dự khác như Chữ thập vàng (tiếng Ba Lan: Krzyż Zasługi) và Huy chương cho Cuộc hôn nhân lâu dài (tiếng Ba Lan: Medal za Długoletnie Pożycie Małżeńskie). Ông mất ngày 28 tháng 9 năm 2019, hưởng thọ 85 tuổi.

## Đời tư
Kobuszewski kết hôn với nữ diễn viên Hanna Zembrzuska và có một cô con gái tên là Maryna.

## Phim tiêu biểu

### Phim điện ảnh và truyền hình
- 1955: Godziny nadziei (phim chiến tranh)
- 1956: Warszawska syrena (phim truyện cổ tích)
- 1957: Ewa chce spać (phim hài)
- 1958: Kalosze szczęścia (phim giả tưởng)
- 1961: Złoto (phim tâm lý)
- 1963: Żona dla Australijczyka (phim hài)
- 1963: Smarkula (phim hài)
- 1965: Zawsze w niedziele. Niedziela druga (phim thể thao)
- 1966: Wojna domowa (TV, tập 9)
- 1967: Zmartwychwstanie Offlanda (phim hài)
- 1970: Pogoń za Adamem (phim tâm lý)
- 1971: Niebieskie jak Morze Czarne (phim hài)
- 1971: Kłopotliwy gość (phim hài)
- 1972: Poszukiwany, poszukiwana (phim hài)
- 1974: Nie ma róży bez ognia (phim hài)
- 1974: Czterdziestolatek (trong vai Jasio, TV, tập 5)
- 1976: Brunet wieczorową porą (phim hài)
- 1978: Życie na gorąco (TV, tập 6)
- 1979:...Cóżeś ty za pani... (phim chiến tranh)
- 1983: Alternatywy 4 (TV, tập 1-2)
- 1986: Zmiennicy (TV, tập 12, 15)
- 1993: Czterdziestolatek. 20 lat później (trong vai Jasio, TV, tập 5)
- 1998: Złoto dezerterów (phim hài)
- 1999: Przygody dobrego wojaka Szwejka (phim châm biếm)
- (1999-2000) Graczykowie (TV)
- (2005-2007) Codzienna 2 m. 3 (TV)
- 2007: Ryś (phim hài)
- 2010: Mała matura 1947 (TV, tập 4)

### Lồng tiếng Ba Lan
- 1961: Anatomia morderstwa
- 1963: Trzy światy Guliwera
- 1969: Ciężkie czasy dla gangsterów
- 1969: Siódmy rok miłości
- 1970: Włoch w Argentynie
- 1970: Zbrodnia i kara
- (1983–1989) Przygód kilka wróbla Ćwirka
- (1984–1989) O dwóch takich, co ukradli księżyc
- (1992–1994) Film pod strasznym tytułem
- (1994–1997) Sceny z życia smoków
- 1999: Baldur's Gate
- 2001: Baldur's Gate II